# Grassator viator
Grassator viator är en stekelart som beskrevs av De Santis 1948. Grassator viator ingår i släktet Grassator och familjen finglanssteklar. Inga underarter finns listade i Catalogue of Life.